# Joel Parker

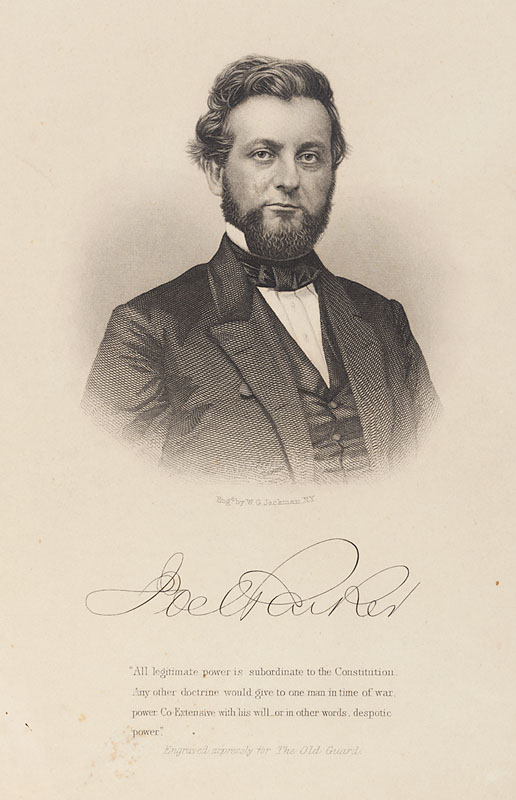
Joel Parker

Joel Parker (* 24. November 1816 in Freehold, Monmouth County, New Jersey; † 2. Januar 1888 in Philadelphia, Pennsylvania) war ein US-amerikanischer Politiker und zwischen 1863 und 1875 zwei Mal Gouverneur des Bundesstaates New Jersey.

## Frühe Jahre und politischer Aufstieg
Joel Parker besuchte bis 1839 die Princeton University. Nach einem anschließenden Jurastudium wurde er 1842 als Rechtsanwalt zugelassen. Danach begann Parker in seinem Heimatort Freehold als Anwalt zu praktizieren. Politisch wurde er Mitglied der Demokratischen Partei. Zwischen 1847 und 1851 war er Abgeordneter in der New Jersey General Assembly sowie von 1852 bis 1857 Staatsanwalt im Monmouth County. Im selben Jahr wurde er Mitglied der Miliz, in der er bis zum Generalmajor aufstieg. Er war auch an der damals vorgenommenen Reform dieser militärischen Einrichtung beteiligt. Bei den Präsidentschaftswahlen des Jahres 1860 war er einer der Wahlmänner von Stephen A. Douglas. Am 4. November 1862 wurde Parker zum Gouverneur seines Staates gewählt.

## Gouverneur von New Jersey
Parker trat sein neues Amt am 20. Januar 1863 an. Zu diesem Zeitpunkt war der Sezessionskrieg in vollem Gange. Parker unterstützte zwar die Kriegsanstrengungen der Bundesregierung, kritisierte aber auch die Politik von Präsident Abraham Lincoln und dessen Republikanischer Partei. Im Jahr 1865 endete der Krieg und auch in New Jersey musste die Wirtschaft wieder auf den zivilen Bedarf zurückgefahren werden. Die heimkehrenden Soldaten mussten wieder in die Gesellschaft eingegliedert und die Invaliden sowie die Hinterbliebenen der Toten mussten versorgt werden. Parkers Amtszeit endete am 16. Januar 1866. Am 7. November 1871 wurde er aber nochmals in das höchste Staatsamt von New Jersey gewählt. Parkers zweite Amtszeit begann am 16. Januar 1872 und endete am 19. Januar 1875.

## Weiterer Lebenslauf
Nach dem Ende seiner Gouverneurszeiten war Parker wieder als Anwalt tätig. In den Jahren 1868 und 1876 wurde Parker von seinen Parteifreunden aus New Jersey als Präsidentschaftskandidat der Demokraten ins Gespräch gebracht. Im Jahr 1875 war er für kurze Zeit Attorney General seines Staates. Zwischen 1880 und seinem Tod am 2. Januar 1888 war er Mitglied des Obersten Gerichtshofs seines Staates. Mit seiner Frau Maria M. Gummere hatte Gouverneur Parker drei Kinder.